# Valliguières
Valliguières est une commune française située dans l'est du département du Gard, en région Occitanie.
Exposée à un climat méditerranéen, elle est drainée par la Valliguière. Incluse dans les gorges du Gardon, la commune possède un patrimoine naturel remarquable : un site Natura 2000 (l'« étang de Valliguières »), un espace protégé (l'« étang de Valliguières ») et une zone naturelle d'intérêt écologique, faunistique et floristique.
Valliguières est une commune rurale qui compte 652 habitants en 2022, après avoir connu une forte hausse de la population depuis 1962.  Ses habitants sont appelés les Valliguiérois ou  Valliguiéroises.
Le patrimoine architectural de la commune comprend deux  immeubles protégés au titre des monuments historiques : le château, inscrit en 1988, et l'église Saint-Julien, inscrite en 2007.

## Géographie
La commune est située sur la RN 86 entre Remoulins et Pouzilhac dans le département du Gard.
| La Capelle-et-Masmolène | Pouzilhac                                  | Saint-Victor-la-Coste |
|                         | Valliguières                               | Rochefort-du-Gard     |
|                         | Castillon-du-Gard, Saint-Hilaire-d'Ozilhan | Estézargues           |

### Climat
Pour des articles plus généraux, voir Climat de l'Occitanie et Climat du Gard.
En 2010, le climat de la commune est de type climat méditerranéen franc, selon une étude s'appuyant sur une série de données couvrant la période 1971-2000. En 2020, Météo-France publie une typologie des climats de la France métropolitaine dans laquelle la commune est exposée à un climat méditerranéen et est dans la région climatique Provence, Languedoc-Roussillon, caractérisée par une pluviométrie faible en été, un très bon ensoleillement (2 600 h/an), un été chaud (21,5 °C), un air très sec en été, sec en toutes saisons, des vents forts (fréquence de 40 à 50 % de vents > 5 m/s) et peu de brouillards.
Pour la période 1971-2000, la température annuelle moyenne est de 12,9 °C, avec une amplitude thermique annuelle de 17,8 °C. Le cumul annuel moyen de précipitations est de 765 mm, avec 6,4 jours de précipitations en janvier et 3 jours en juillet. Pour la période 1991-2020, la température moyenne annuelle observée sur la station météorologique la plus proche, située sur la commune de Cavillargues à 13 km à vol d'oiseau, est de 14,1 °C et le cumul annuel moyen de précipitations est de 845,8 mm,. Pour l'avenir, les paramètres climatiques de la commune estimés pour 2050 selon différents scénarios d'émission de gaz à effet de serre sont consultables sur un site dédié publié par Météo-France en novembre 2022.

### Milieux naturels et biodiversité

#### Espaces protégés
La protection réglementaire est le mode d’intervention le plus fort pour préserver des espaces naturels remarquables et leur biodiversité associée,.
La commune fait partie de la zone de transition des gorges du Gardon, un territoire d'une superficie de 23 800 ha reconnu réserve de biosphère par l'UNESCO en 2015 pour l'importante biodiversité qui la caractérise, mariant garrigues, plaines agricoles et yeuseraies,.
Un  autre espace protégé est présent sur la commune : 
l'« étang de Valliguières », un terrain acquis (ou assimilé) par un conservatoire d'espaces naturels, d'une superficie de 4,9 ha.

#### Réseau Natura 2000

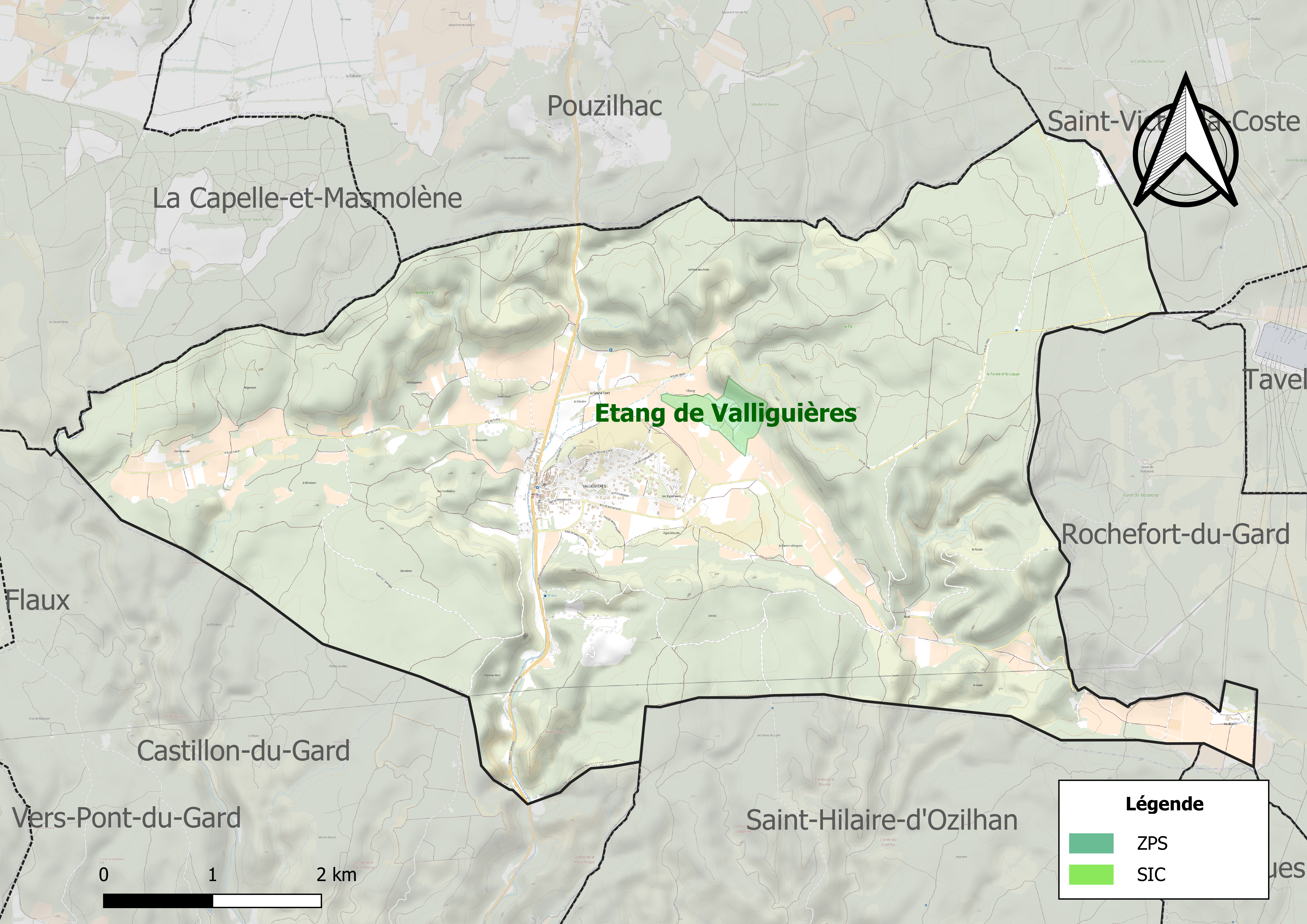
Site Natura 2000 sur le territoire communal.

Le réseau Natura 2000 est un réseau écologique européen de sites naturels d'intérêt écologique élaboré à partir des directives habitats et oiseaux, constitué de zones spéciales de conservation (ZSC) et de zones de protection spéciale (ZPS).
Un site Natura 2000 a été défini sur la commune au titre de la directive habitats : l'« étang de Valliguières », d'une superficie de 6,59 ha, où deux mares temporaires principales occupent la cuvette de l'étang. Le site abrite une faune de Reptiles et d'Amphibiens particulièrement riche et diversifiée, parmi lesquels le Triton crêté qui est très rare en région méditerranéenne.

#### Zones naturelles d'intérêt écologique, faunistique et floristique

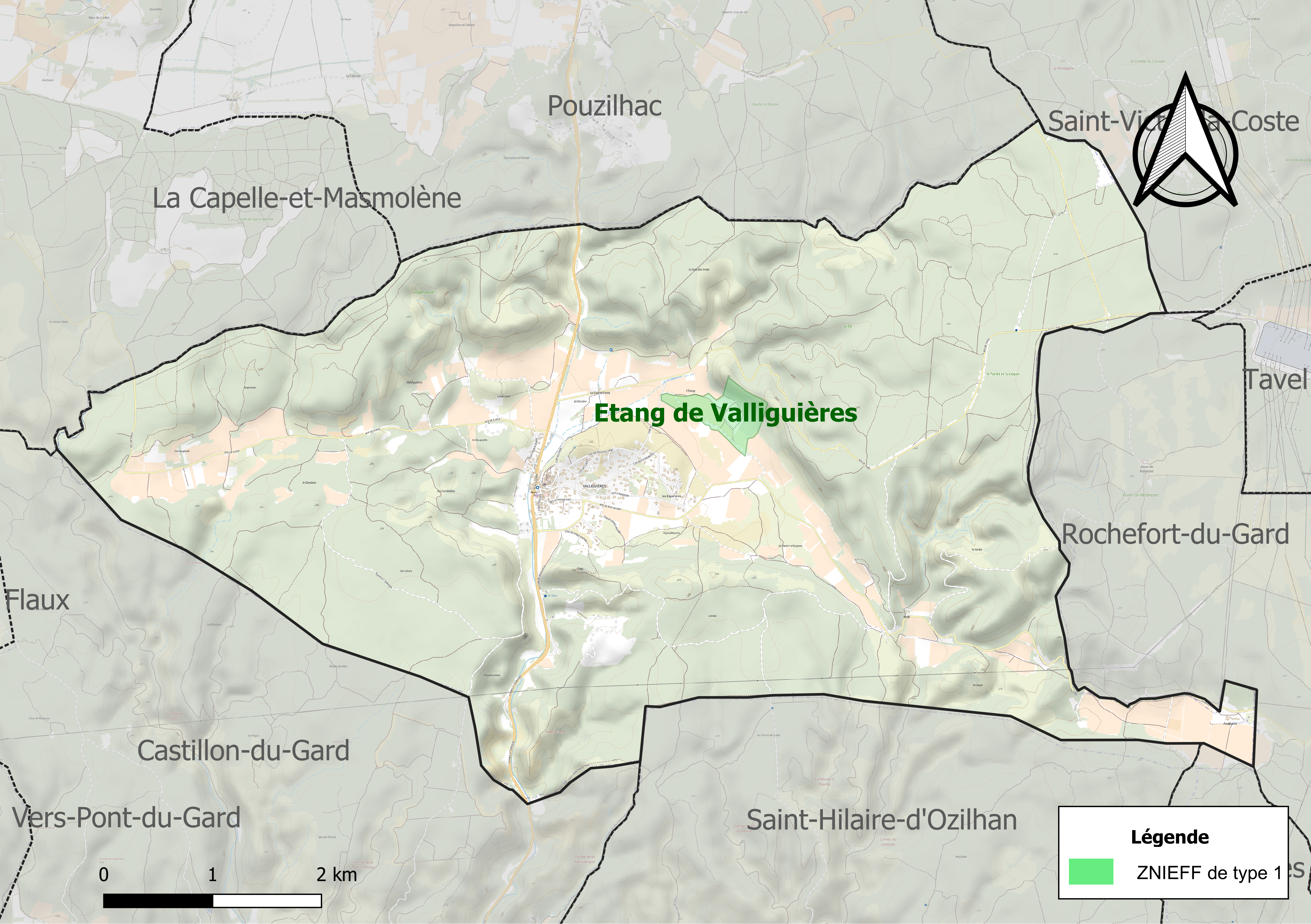
Carte de la ZNIEFF de type 1 localisée sur la commune.

L’inventaire des zones naturelles d'intérêt écologique, faunistique et floristique (ZNIEFF) a pour objectif de réaliser une couverture des zones les plus intéressantes sur le plan écologique, essentiellement dans la perspective d’améliorer la connaissance du patrimoine naturel national et de fournir aux différents décideurs un outil d’aide à la prise en compte de l’environnement dans l’aménagement du territoire.
Une ZNIEFF de type 1 est recensée sur la commune :
l'« étang de Valliguières » (15 ha).

## Urbanisme

### Typologie
Au 1er janvier 2024, Valliguières est catégorisée commune rurale à habitat dispersé, selon la nouvelle grille communale de densité à sept niveaux définie par l'Insee en 2022.
Elle est située hors unité urbaine et hors attraction des villes,.

### Occupation des sols
L'occupation des sols de la commune, telle qu'elle ressort de la base de données européenne d’occupation biophysique des sols Corine Land Cover (CLC), est marquée par l'importance des forêts et milieux semi-naturels (79,5 % en 2018), une proportion sensiblement équivalente à celle de 1990 (79,8 %). La répartition détaillée en 2018 est la suivante : 
forêts (71,4 %), cultures permanentes (14,4 %), milieux à végétation arbustive et/ou herbacée (8 %), zones agricoles hétérogènes (3,8 %), zones urbanisées (2,3 %). L'évolution de l’occupation des sols de la commune et de ses infrastructures peut être observée sur les différentes représentations cartographiques du territoire : la carte de Cassini (XVIIIe siècle), la carte d'état-major (1820-1866) et les cartes ou photos aériennes de l'IGN pour la période actuelle (1950 à aujourd'hui).

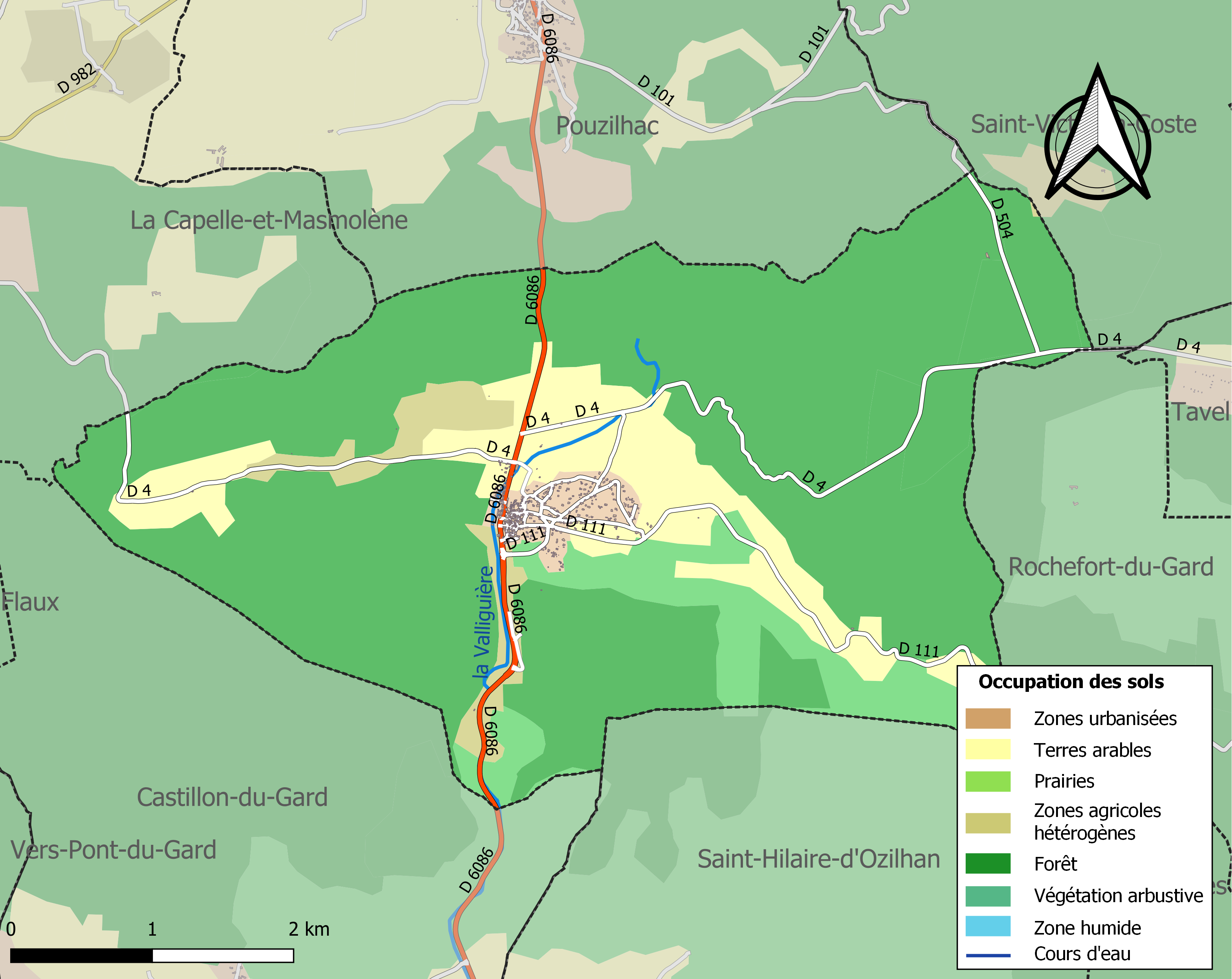
Carte des infrastructures et de l'occupation des sols de la commune en 2018 (CLC).

### Risques majeurs
Le territoire de la commune de Valliguières est vulnérable à différents aléas naturels : météorologiques (tempête, orage, neige, grand froid, canicule ou sécheresse), inondations, feux de forêts et séisme (sismicité modérée). Il est également exposé à un risque technologique,  le transport de matières dangereuses. Un site publié par le BRGM permet d'évaluer simplement et rapidement les risques d'un bien localisé soit par son adresse soit par le numéro de sa parcelle.

#### Risques naturels
Certaines parties du territoire communal sont susceptibles d’être affectées par le risque d’inondation par débordement de cours d'eau, notamment la Valliguière. La commune a été reconnue en état de catastrophe naturelle au titre des dommages causés par les inondations et coulées de boue survenues en 1982 et 2002,.

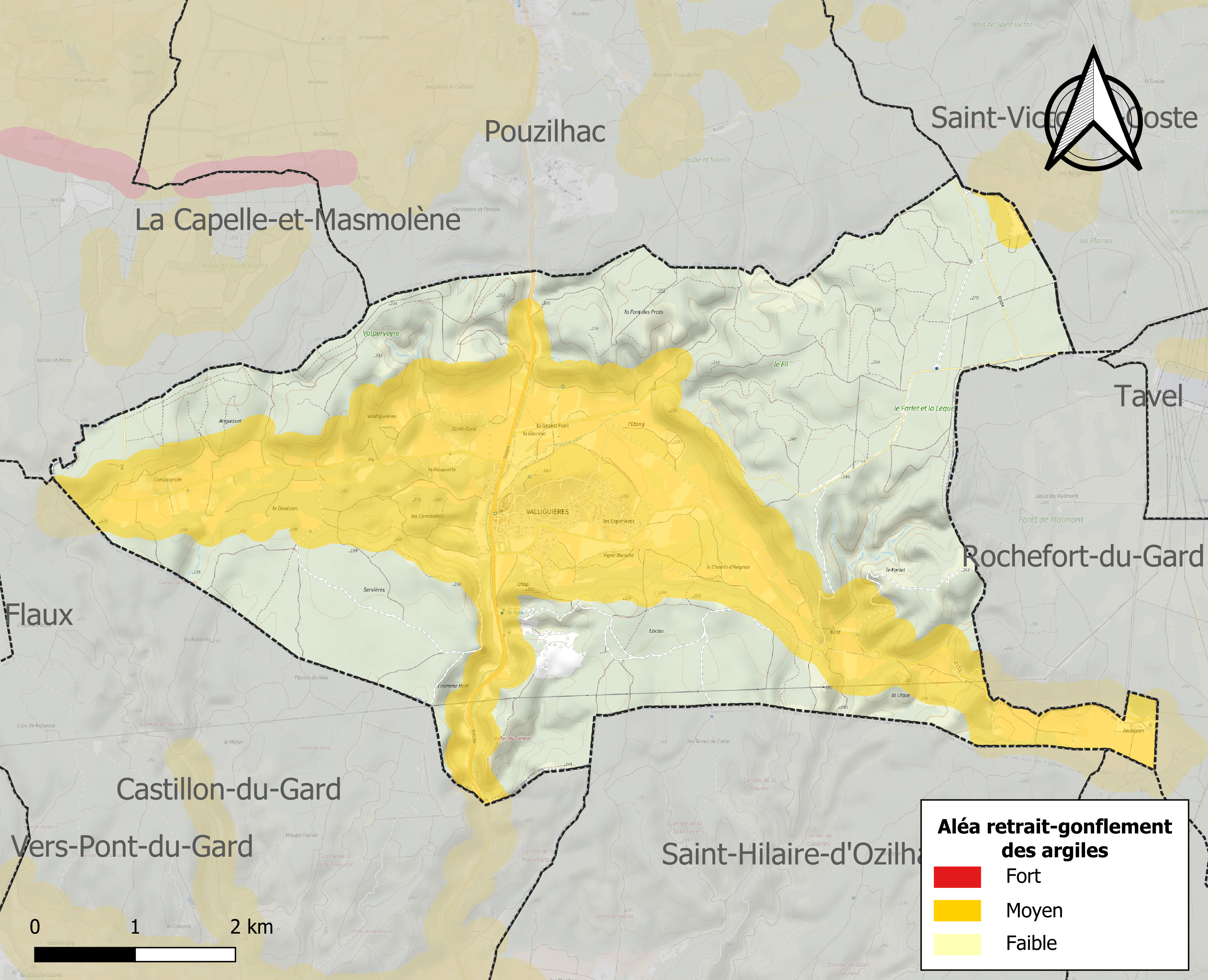
Carte des zones d'aléa retrait-gonflement des sols argileux de Valliguières.

Le retrait-gonflement des sols argileux est susceptible d'engendrer des dommages importants aux bâtiments en cas d’alternance de périodes de sécheresse et de pluie. 42,5 % de la superficie communale est en aléa moyen ou fort (67,5 % au niveau départemental et 48,5 % au niveau national). Sur les 295 bâtiments dénombrés sur la commune en 2019, 293 sont en aléa moyen ou fort, soit 99 %, à comparer aux 90 % au niveau départemental et 54 % au niveau national. Une cartographie de l'exposition du territoire national au retrait gonflement des sols argileux est disponible sur le site du BRGM,.
Par ailleurs, afin de mieux appréhender le risque d’affaissement de terrain, l'inventaire national des cavités souterraines permet de localiser celles situées sur la commune.

#### Risques technologiques
Le risque de transport de matières dangereuses sur la commune est lié à sa traversée par des infrastructures routières ou ferroviaires importantes ou la présence d'une canalisation de transport d'hydrocarbures. Un accident se produisant sur de telles infrastructures est en effet susceptible d’avoir des effets graves au bâti ou aux personnes jusqu’à 350 m, selon la nature du matériau transporté. Des dispositions d’urbanisme peuvent être préconisées en conséquence.

## Histoire
Village du XIIe siècle, le nom de Valliguières (Valle Aqua = vallée des eaux) apparaît la première fois en 896.

## Héraldique
| Blason de Valliguières | Blason  | D'or, à la croix losangée d'argent et de gueules. |
| Blason de Valliguières | Détails | Le statut officiel du blason reste à déterminer.  |

## Politique et administration
| Période                                  | Période  | Identité       | Étiquette | Qualité |
| ---------------------------------------- | -------- | -------------- | --------- | ------- |
| mars 2001                                | 2014     | Didier Coutant |           |         |
| mai 2014                                 | en cours | Thierry Perez  | DVD       | Ouvrier |
| Les données manquantes sont à compléter. |          |                |           |         |

### Canton
La commune fait partie du canton de Redessan. Le canton dépend de l'arrondissement de Nîmes et de la troisième circonscription du Gard dont le député est Patrice Prat, maire de Laudun-l'Ardoise (PS).

## Démographie
L'évolution du nombre d'habitants est connue à travers les recensements de la population effectués dans la commune depuis 1793. Pour les communes de moins de 10 000 habitants, une enquête de recensement portant sur toute la population est réalisée tous les cinq ans, les populations de référence des années intermédiaires étant quant à elles estimées par interpolation ou extrapolation. Pour la commune, le premier recensement exhaustif entrant dans le cadre du nouveau dispositif a été réalisé en 2006.

En 2022, la commune comptait 652 habitants, en évolution de +12,61 % par rapport à 2016 (Gard : +2,97 %, France hors Mayotte : +2,11 %).
| 1793 | 1800 | 1806 | 1821 | 1831 | 1836 | 1841 | 1846 | 1856 |
| ---- | ---- | ---- | ---- | ---- | ---- | ---- | ---- | ---- |
| 500  | 393  | 446  | 432  | 496  | 501  | 475  | 509  | 532  |

| 1861 | 1866 | 1872 | 1876 | 1881 | 1886 | 1891 | 1896 | 1901 |
| ---- | ---- | ---- | ---- | ---- | ---- | ---- | ---- | ---- |
| 509  | 461  | 437  | 413  | 379  | 388  | 368  | 369  | 347  |

| 1906 | 1911 | 1921 | 1926 | 1931 | 1936 | 1946 | 1954 | 1962 |
| ---- | ---- | ---- | ---- | ---- | ---- | ---- | ---- | ---- |
| 314  | 263  | 223  | 191  | 195  | 199  | 180  | 162  | 141  |

| 1968 | 1975 | 1982 | 1990 | 1999 | 2006 | 2011 | 2016 | 2021 |
| ---- | ---- | ---- | ---- | ---- | ---- | ---- | ---- | ---- |
| 180  | 206  | 276  | 313  | 371  | 448  | 538  | 579  | 632  |

| 2022 | - | - | - | - | - | - | - | - |
| ---- | - | - | - | - | - | - | - | - |
| 652  | - | - | - | - | - | - | - | - |

## Économie

### Revenus
En 2018  (données Insee publiées en septembre 2021), la commune compte 240 ménages fiscaux, regroupant 582 personnes. La médiane du revenu disponible par unité de consommation est de 21 850 € (20 020 € dans le département).

### Emploi
|                | 2008   | 2013   | 2018   |
| -------------- | ------ | ------ | ------ |
| Commune        | 6,8 %  | 12,1 % | 11,3 % |
| Département    | 10,6 % | 12 %   | 12 %   |
| France entière | 8,3 %  | 10 %   | 10 %   |

En 2018, la population âgée de 15 à 64 ans s'élève à 400 personnes, parmi lesquelles on compte 80 % d'actifs (68,7 % ayant un emploi et 11,3 % de chômeurs) et 20 % d'inactifs,. En  2018, le taux de chômage communal (au sens du recensement) des 15-64 ans est inférieur à celui du département, mais supérieur à celui de la France, alors qu'en 2008 il était inférieur à celui de la France.
La commune est hors attraction des villes,. Elle compte 88 emplois en 2018, contre 67 en 2013 et 69 en 2008. Le nombre d'actifs ayant un emploi résidant dans la commune est de 278, soit un indicateur de concentration d'emploi de 31,6 % et un taux d'activité parmi les 15 ans ou plus de 67,8 %.
Sur ces 278 actifs de 15 ans ou plus ayant un emploi, 59 travaillent dans la commune, soit 21 % des habitants. Pour se rendre au travail, 88,7 % des habitants utilisent un véhicule personnel ou de fonction à quatre roues, 3,3 % les transports en commun, 4,1 % s'y rendent en deux-roues, à vélo ou à pied et 4 % n'ont pas besoin de transport (travail au domicile).

### Activités hors agriculture
43 établissements sont implantés  à Valliguières au 31 décembre 2019. Le tableau ci-dessous en détaille le nombre par secteur d'activité et compare les ratios avec ceux du département,.
| Secteur d'activité                                                                                        | Commune | Commune | Département |
| Secteur d'activité                                                                                        | Nombre  | %       | %           |
| --- | ------- | ------- | ----------- |
| Ensemble                                                                                                  | 43      |         |             |
| Industrie manufacturière, industries extractives et autres                                                | 9       | 20,9 %  | (7,9 %)     |
| Construction                                                                                              | 13      | 30,2 %  | (15,5 %)    |
| Commerce de gros et de détail, transports, hébergement et restauration                                    | 5       | 11,6 %  | (30 %)      |
| Activités immobilières                                                                                    | 1       | 2,3 %   | (4,1 %)     |
| Activités spécialisées, scientifiques et techniques et activités de services administratifs et de soutien | 10      | 23,3 %  | (14,9 %)    |
| Administration publique, enseignement, santé humaine et action sociale                                    | 2       | 4,7 %   | (13,5 %)    |
| Autres activités de services                                                                              | 3       | 7 %     | (8,8 %)     |

Le secteur de la construction est prépondérant sur la commune puisqu'il représente 30,2 % du nombre total d'établissements de la commune (13 sur les 43 entreprises implantées  à Valliguières), contre 15,5 % au niveau départemental.

### Agriculture
|               | 1988 | 2000 | 2010 | 2020 |
| ------------- | ---- | ---- | ---- | ---- |
| Exploitations | 13   | 7    | 7    | 4    |
| SAU (ha)      | 183  | 177  | 175  | 137  |

La commune est dans les Garrigues, une petite région agricole occupant le centre du département du Gard. En 2020, l'orientation technico-économique de l'agriculture  sur la commune est la viticulture. Quatre exploitations agricoles ayant leur siège dans la commune sont dénombrées lors du recensement agricole de 2020 (13 en 1988). La superficie agricole utilisée est de 137 ha,,.

## Culture locale et patrimoine

### Lieux et monuments
- Le château de Valliguières.
- L'église Saint-Julien de Valliguières. L'édifice a été inscrit au titre des monuments historiques en 2007[32].
- La fontaine.
- La chapelle Saint-Pierre de style roman, bâtie sur un oppidum romain.

### Personnalités liées à la commune
- Ernest Aberlenc (1847-1930), poète occitan, prêtre.
- Fernand Benoît (1892-1969), archéologue, a dirigé de nombreuses fouilles en Provence, notamment sur le port antique de Marseille. La salle de fête de Valliguières porte son nom.